# Hack Kampmann
 Der er flere personer med dette navn, se Hack Kampmann (politiker).
 Hack Kampmann (født 6. september 1856 i Ebeltoft, død 27. juni 1920 på Frederiksberg) var en dansk arkitekt, kongelig bygningsinspektør, professor i arkitektur og kunstmaler. Han fik stor indflydelse på først nationalromantikken og siden nyklassicismen i dansk arkitektur og står som en særligt markant arkitekt i Aarhus og omegn, hvor mange af hans værker blev opført.

## Uddannelse og rejser
Han var søn af provst Christian Peter Georg Kampmann (født 17. august 1816) og Johanne Margrethe Marie født Schmidt (født 27. april 1824). Kampmann blev først murer 1873-74 og derefter arkitekt på Kunstakademiets Arkitektskole 1873-1878, hvor han vandt den lille guldmedalje 1882 og den store 1884. Fra 1882 til 1883 studerede han ved École des Beaux-Arts i Paris og var under studiet assistent hos Ferdinand Meldahl ca. 1879 og hos Hans J. Holm ca. 1880.
Kampmann foretog mange studierejser: 1882 til Norditalien for midler fra Den Reiersenske Fond (1881), 1883 til Paris, hvor han gik på Kunstakademiet og samtidig tegnede hos arkitekten Jacques Hermant, 1884 til Sverige, 1885-86 til Tyskland, Frankrig og Italien finansieret af Akademiets stipendium, 1887 til Grækenland med brygger Carl Jacobsen samt 1894 til Holland.

## Karriere
Fra 1888 drev han egen tegnestue. Han var undervisningsassistent på Kunstakademiet under Hans J. Holm fra 1888, blev medlem af Akademiet 1887, livsvarigt som professor fra 1908.
Kampmann havde et nært forhold til brygger Jacobsen og efterfulgte Vilhelm Dahlerup som bryggerens favoritarkitekt.

### Kongelig bygningsinspektør
Kampmann kom i 1892 til Aarhus, da han blev udnævnt til kongelig bygningsinspektør for Nørrejylland fra 1. april og satte et markant præg på byen til sin død. Han var også professor på Kunstakademiets Arkitektskole 1908-1918.
Hack Kampmann begyndte nærmest som elev af Hans J. Holm. Han slog igennem med Provinsarkivet i Viborg, næppe tænkeligt uden J.D. Herholdts Universitetsbibliotek som forudsætning. En lignende indstilling viser Aarhus Toldkammerbygning, komponeret med virtuos dygtighed over det middelalderlige byvåben. Inden for denne frie individualistisk-historiske retning fortsatte Kampmann, hvad Herholdt havde begyndt; hans standpunkt svarede til Martin Nyrops i dennes udstillingsbygning og Københavns Rådhus samt til I.G. Clasons rationalisme i Sverige. Opløsende virkede også ønsket om at bygge "indefra udefter", jfr. Kampmanns egen maleriske, uregelmæssige villa. Kampmann søgte som hele tiden at give selv de mindste enkeltheder et personligt præg; det var den såkaldte "morsomme detaille"s periode. Med særlig forkærlighed, om end ikke altid lige heldigt, anvendte han naturalistiske elementer i dekorationen. Som Herholdt lagde Kampmann vægt på materialeægthed. Hans produktion i de år var for øvrigt urolig og uensartet, svarende til den kulturelle krise omkring 1900; det gjaldt om at skabe "originalitet og uensartethed". Noget uden for hans udvikling – og tidens i det hele – står den store tilbygning til Glyptoteket; navnlig det indre vidner – fraregnet nogle naturalistiske loftdekorationer – om hans dybe og selvstændige tilegnelse af Antikken.
I 1908 opførte han et af sine mest urolige og splittede arbejder: Post- og telegrafbygningen i Aalborg. Samme år slog han med toldkammerbygningen på Skagen om til nybarokken, dog således at denne knyttedes sammen med den hjemlige rødstensarkitektur. Til slut omkring 1915, med Hjørring Toldkammer, gik Kampmann over til nyklassicismen. Men han overlod i denne periode så meget til sine arkitektsønner, Christian og Hans Jørgen Kampmann, og øvrige medarbejdere, at hans produktion kun delvis kan anses som udtryk for hans egen kunstneriske personlighed; særlig må Aage Rafn nævnes i forbindelse med Københavns Politigård.
Arkitekturens formål var for Kampmann – som for hele det foregående slægtled – at skabe stemning. Navnlig det rige og festlige lå for hans evner, selv om han også forstod værdien af den jævne, hjemlige bygningskunst, fx formede han sommerboligen i Lønstrup som en jysk gård. Så at sige alt, hvad han byggede, er præget af en sjælden sikker sans for placering. Som tegner og akvarellist var Kampmann ubestridt den første i sin tid. Hans møbler er enkle i formen, men som oftest smykket med rige naturalistiske indlægninger. Som professor ved Arkitekturskolen gennemførte han oprettelsen af den nye første bygningsklasse, den såkaldte "Danske Klasse" (Undervisningsreglement af 15. august 1913).
De fleste af hans værker har undgået nedrivning, og i nyere tid er mange af hans bygninger blevet bygningsfredet.

## Tillidshverv
Han var desuden medlem af bestyrelsen for legatet Albertina 1905, medlem af udvalget vedr. Landsudstillingen i Århus 1909, Akademiraadets dirigent 1914-17, næstformand for Akademisk Architektforening fra 1909 og formand 1917-19 og medlem af bestyrelsen for Kunstindustrimuseet. Han var dommer i mange arkitektkonkurrencer.
Kampmann er portrættet af maleren Knud Larsen, hvor Kampmann sidder og tegner medens han ryger pibe.
Han var Ridder af Dannebrog, Dannebrogsmand og fik Fortjenstmedaljen af guld i 1900 for Aarhus Teater. 1915 kom han på Finansloven.
Kampmann blev gift den 4. september 1888 i København med Johanne Holm (4. juli 1868 i København – 14. marts 1920 samme sted), datter af arkitekt Hans J. Holm og Anna Dorthea Johanne Severin Nielsen.
Hack Kampmann er begravet på Vestre Kirkegård.

## Værker
- Landsarkivet for Nørrejylland i Viborg (1891)
- Carl Jacobsens Villa, Carlsberg, København (1892)
- Tepavillon, Carlsberg, København (1895)
- Aarhus Toldkammer (1897)
- Jagtslottet ved Kalø Hovedgård (ca. 1897)
- Det Grå Hus, Carlsberg, København (1901)
- Vestibule, Det Grå Hus, Carlsberg, København (1901)
- Aarhus Teater (1900)
- Buehallen, Aarhus Teater (1900)
- Store Sal, Aarhus Teater (1900)
- Statsbiblioteket, Aarhus (1902)
- Indgangsport, Statsbiblioteket, Aarhus (1902)
- Læsesal, Statsbiblioteket, Aarhus (1902)
- Marselisborg Slot, Aarhus (1902)
- Villa Kampen, egen villa, Aarhus (1902)
- Hoveddør, Villa Kampen, Aarhus (1902)
- Aalborg Toldkammer (1902)
- Post- og telegrafbygning, Aarhus (1904)
- Vagttårn, Carlsberg, København (1905)
- Jydsk Handelshøjskole, Aarhus (1905)
- Sankt Johannes Kirke, Aarhus (1905)
- Glyptotekets tilbygning, København (1906)
- Festsal, Glyptotekets tilbygning, København (1906)
- Kreditforeningen i Viborg (1906)
- Strandhuset, Kalø (1906)
- Aarhus Katedralskole - Den røde bygning (1906)
- Post og Telegrafbygning, Aalborg (1908)
- Amtmandsboligen i Hjørring (1910)
- Hadsten Posthus (1910, vinduer og døre ændret)
- Sindal Posthus (1911)
- Tårn, Skt. Sørens Kirke, Gl. Rye (1912)
- Statsprøveanstalten, København (1919, nedrevet)
- Skt. Pauls kirke, Hadsten (1919)
- Ebeltoft Toldkammer og Amtsstue, nu Glasmuseet (1921)
- Frederiksberg Domhus (1921)
- Københavns Politigård (1924)
- Parolesal, Københavns Politigård (1924)
- Randers Statsskole (1926)
- Viborg Katedralskole (1926)
- Festsal, Viborg Katedralskole (1926)

- Villa Miramare for grosserer William Salomonsen, Vedbæk Strandvej 350, Vedbæk (1887-88)
- Springvand (udstillet 1888)
- Centralsygehus, Bispensgade, Hjørring (1888-90)
- Provinsarkiv for Nørrejylland, nu Landsarkivet for Nørrejylland, Viborg (1889-91)
- Stege Præstegård, Stege (1891-93)
- Teknisk Skole, Kongensgade, Hjørring (1891)
- Brygger Carl Jacobsens villa på Ny Carlsberg (1890, fredet)
- Om- og tilbygning af det første Glyptotek på Ny Carlsberg, Valby (ca. 1890-95, fredet)
- Den Venetianske Tepavillon, Carlsberg, København (1895)[3]
- Sparekasse, Kongensgade, Hjørring (1894)
- Århus Toldkammer, Havnegade, Århus (1895-97, fredet)
- Jagthus og ombygning af hovedbygningen, Kalø Hovedgård (ca. 1897, fredet)
- Århus Teater (1897-1900, udsmykket af Karl Hansen Reistrup, fredet)
- Bebyggelsesplan for Marselisborg Jorder, Århus (1898, sammen med stadsingeniør Charles Ambt)
- Statsbiblioteket, nu Erhvervsarkivet, Bispetoften, Århus (1898-1902, udsmykket af Karl Hansen Reistrup, fredet)
- Marselisborg Slot (1899-1902)
- Udvidelse af Ny Carlsberg Glyptotek, København (1901-06, efter konkurrence, fredet)
- Kontor- og laboratoriebygning på Ny Carlsberg, Valby (1901)
- Villa Kampen, Strandvejen 104, Århus (1901-02, fredet)
- Sankt Johannes Kirke på Trøjborg 1902-1905
- Post- og telegrafbygning, Kannikegade, Århus (1903-05)
- Herregården Rye Nørskov (1904-06)
- Den jydske Handelshøjskole, nu Århus Købmandsskole, Hans Broges Gade (1904-05)
- Udvidelse af Aarhuus Privatbank, Kannikegade (1905, nedrevet 1929)
- Strandhus for baron von Jenisch som husmandssted til kusk Niels Lund og hustru Jenny, Kalø (1906)
- Nybygning og ombygning af Aarhus Katedralskole (1905-06)
- Kreditforeningen af jydske Landejendomsbesiddere, nu Nykredit, Sct. Mathias Gade 1-3, Viborg (1905-06, sammen med Valdemar Schmidt)
- Skagen Toldkammer, Skagen (1907-1908, fredet)
- Post- og telegrafbygning, Algade 42-44 i Aalborg (1908-10, fredet 1988)
- Plan for Stationsbyen og Husmandshus, Landsudstillingen i Århus (1909, nedrevet)
- Amtmandsboligen i Hjørring, Amtmandstoften 1 (1909-10, fredet 2010)[4]
- Sommerbolig for grosserer Christian Kampmann, Lønstrup (1909, nedrevet)
- Toldkammer, Banegårdspladsen, Viborg (1910, nedrevet)
- Hornslet Ting- og Arresthus, Tingvej 35, Hornslet (1910)
- Langå Posthus, Bredgade 53, Langå (1910, nedlagt)
- Hurup Posthus, Jernbanegade 2, Hurup (1910, nedlagt, vinduer ændret)
- Hadsten Posthus, Østergade 6, Hadsten (1910, nedlagt 2006, vinduer ændret)
- Sindal Posthus, Sindal (1911, nedlagt 1990, fredet 1997)
- Horsens Toldkammer, nu hovedsæde for Bestseller, Horsens (1911-13, fredet)
- Nyt tårn, Sankt Sørens Kirke Gl. Rye (1911-12)
- Kong Christian IX's og dronning Louises sarkofager, Roskilde Domkirke (1911 – ca. 1919)
- Bassin til Rudolph Tegners Danserindebrønd i Rosenborg Have (1913, nu i Helsingør)
- Løgstør Posthus, Løgstør (1913-18)
- Frederikshavn Toldkammer, Frederikshavn (1913-15)
- Landsted for grosserer Christian Kampmann, Kronhjortevej, Århus (1916)
- Politigård, Howitzvej 30, Frederiksberg (ca. 1915, efter konkurrence, fredet)
- Viborg Katedralskole (1915-26, sammen med Christian Kampmann og Johannes Frederiksen, fredet)
- Viborg Posthus, Sct. Mathias Gade 58, Viborg (1916)
- Landsted for Ingeniør Rudolf Christiani (i dag Baunehøj Efterskole), Skoven, Jægerspris (1917)
- Statsprøveanstalten, Amager Boulevard 108, København (1916-19, nedrevet 1995)
- Randers Statsskole (1918-26, sammen med Christian Kampmann og Johannes Frederiksen, fredet)
- Skørping Postbygning, Skørping (1918)
- Cordial Teater, Stortingsgatan 16, Oslo (1918)
- Sankt Pauls Kirke, Hadsten (1918-19, sammen med Hans Jørgen Kampmann)
- Københavns Politigård, Polititorvet, København (1918-24, sammen med Aage Rafn, Christian og Hans Jørgen Kampmann, Holger Jacobsen og Anton Frederiksen, fredet)
- Brædstrup Posthus, Brædstrup (1919-21)
- Ombygning af Aalborg Slot (1919-20)
- Om- og tilbygning på Palstrup, Viborg Amt (1919)
- Nyt tårn og våbenhus, Kongens Tisted Kirke (1920)
- Silkeborg Toldkammer, nu posthus, Drewsensvej, Silkeborg (1920, sammen med Christian Kampmann)
- Ebeltoft Toldkammer og Amtsstue, nu Glasmuseet Ebeltoft (1921, sammen med Christian Kampmann)
- Tilbygninger til Horsens Statsskole

### Restaureringer
- Sneslev Kirke (1889-91)
- Helligåndshuset, Randers (1894)
- Thisted Kirke (1895)
- Tilbygning og restaurering af Nørresundby Kirke (1897-98)
- Skive gamle Kirke (1898)
- Restaurering og tilbygning til Budolfi Kirke, Aalborg (1899-1910)
- Aalborg Kloster, Adelgade (1904-07)
- Århus Domkirke (1907-20)